# Igor Pugaci
Igor Pugaci, né le 5 janvier 1975 à Dubăsari, est un coureur cycliste moldave.

## Palmarès
- 1997
  - 3e du championnat de Moldavie sur route
  - 3e du championnat de Moldavie du contre-la-montre
- 1998
  - Cronoscalata Gardone Val Trompia-Prati di Caregno
  - Tour de Vénétie et des Dolomites
  - Tour de la Vallée d'Aoste :
    - Classement général
    - 3e étape

  - 2e du Giro d'Oro
  - 3e de Turin-Bielle
- 1999
  -  Champion de Moldavie sur route
  -  Champion de Moldavie du contre-la-montre
- 2000
  -  Champion de Moldavie du contre-la-montre
  - 2e du championnat de Moldavie sur route
- 2001
  -  Champion de Moldavie du contre-la-montre
  - 2e du championnat de Moldavie sur route
- 2006
  - 3e étape du Tour de Turquie
  - 3e du Tour de Turquie

## Résultats sur les grands tours

### Tour d'Italie
2 participations
- 2002 : 40e
- 2004 : 70e

### Tour d'Espagne
4 participations
- 1999 : 115e
- 2000 : 42e
- 2001 : 70e
- 2003 : 147e

## Classements mondiaux
| Année           | 2006 |
| --------------- | ---- |
| UCI Europe Tour | 571e |